# 大黄鱼

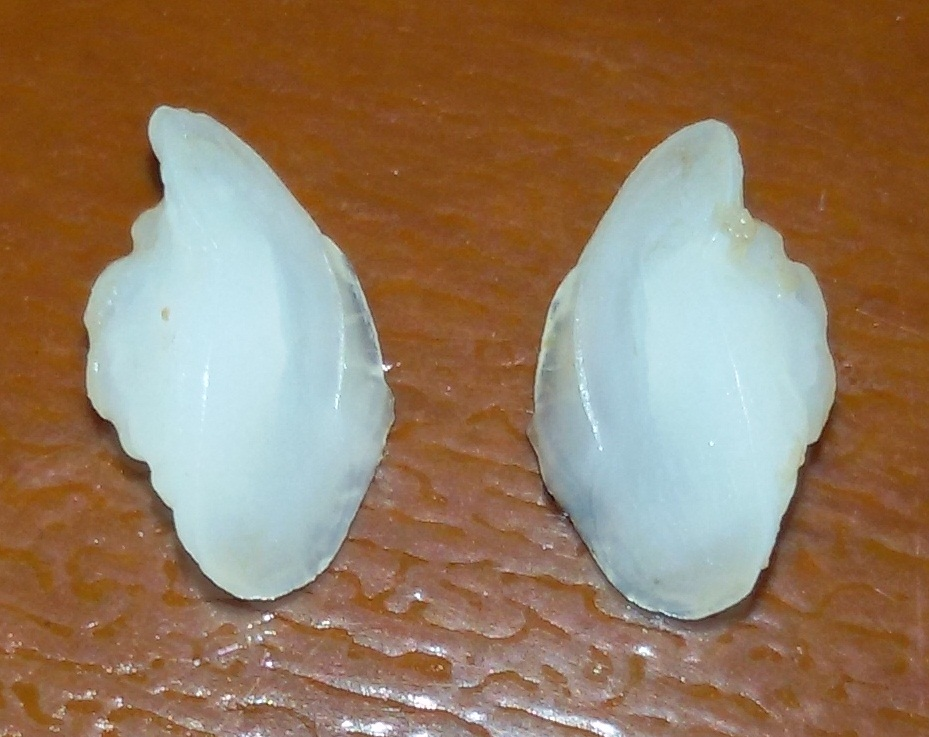
黄花鱼的鱼首石

大黄鱼（学名：Larimichthys crocea，另名黄花鱼）是石首鱼科黄鱼屬的鱼種。一般体长30—40厘米，体重400—800克，身体呈金黄色，尾柄长为高的3倍多。

## 分佈
大黄鱼主要分布于中国大陸沿海，包括東海及黃海南部，臺灣西部沿海偶可見到。

## 生活习性
大黄鱼冬季會在離岸地區生活，夏季生殖期間會群聚洄游至河口附近或島嶼、內灣的近岸淺水域。幼魚會在淺水區域生活到成熟。

## 食物
大黄鱼是以小魚、蝦、螃蟹、其它甲殼綱動物和魚類為食的肉食性鱼类。

## 經濟價值
作為食用魚，大黃魚肉質細緻，十分美味，蒸、煮、炸皆宜。大黃魚在端午節前後發育達到頂點，最具食用價值。以黃魚烹煮的名菜包括松子黃魚，糖醋黃魚，紅燒黃魚等。由於黃花魚市價高，濫捕問題嚴重，野生種已經不多見。部分漁民會把其它的石首魚染色，偽裝成黃花魚出售。坊間常用也被俗稱為黃花魚的小黃魚混充大黃魚出售，兩者價格差異極大。現今市售黃花魚皆為中國沿海利用箱網養殖，重量700~800公克的成魚需二年的養殖時間，故養殖黃花魚體型越大價格越高。
大黄鱼在黑暗环境中呈金黄色，在光照环境下会迅速变为银白色，这与大黄鱼鳞片中黄素体的移动有关。黑暗环境下，大黄鱼体内的黄素体扩散，鳞片呈金黄色，大黄鱼的体表也呈金黄色；而在光照条件下，黄素体聚集，鳞片呈透明状，体色即呈银白色。由于通体金黄的大黄鱼更受欢迎且售价更高，一些业者会专门选择在夜晚捕捞大黄鱼。

## 生存状况及保护
大黄鱼头部的两块耳石很大。因此漁民以一种特別针对大黄鱼的捕捞方法—敲罟捕捉大黃魚。渔民猛烈敲击绑在船帮上的竹竿，声波传到水下，令大黄鱼受到強直控制並进入強直狀態。这种捕捞方式历史悠久，但是最早仅在小部分地区使用，所以不会造成太多后果，但实际上这种捕捞方法危害极大，不分老幼一网打尽。中國大陸政府禁止敲罟捕捞方式。1974年初春，近2000艘机帆船前往大黄鱼的主要越冬场的外海中央渔场围捕幼鱼，舟山渔场的大黄鱼产量由10万吨猛增到16.81万吨，创造了渔业史上大黄鱼产量的最高纪录。随后几年，大黄鱼产量直线下降。80年代甚至难以形成渔汛。
作為一種受歡迎的食用魚，野生大黄鱼面臨沉重的捕漁壓力，過度捕捞問題嚴重，捕捞產量不斷下降。濫捕使存活20年以上的野生成魚不斷減少，捕獲的野生黃花魚很多也未成年，沒有商業價值。野生黃花魚捕捞業在1980年代衰落。
回聲探測器和炸藥、拖網等捕魚技术的使用，以及長江三角洲和珠江三角洲的围海造田、陸地排污等威脅到黃花魚的繁殖和生存，2003年及2004年的野生黃花魚捕獲量已近乎零。
2011年起福建省内有“官井洋大黃魚國家級水產種質資源保護區”提供保護。
现在大黄鱼的养殖技术已经成熟，2019年海水养殖产量为19.8万吨，近三十年每年会放流鱼苗回东海。
科学家刘家富在中国大陆大黄鱼保护和养殖方面做出巨大贡献，被誉为中国大黄鱼之父。

## 延伸阅读
- 兰永伦 罗秉征.  (收费). 《海洋与湖沼》 (山东: 中国海洋湖沼学会). 1996, (3)  [2015-03-15]. ISSN 0029-814X. （原始内容存档于2021-02-15）.

## 外部連結
- 魚腦石 Yu Nao Shi （页面存档备份，存于） 中藥標本數據庫 (香港浸會大學中醫藥學院)